# Bassin de Makarov
Le bassin de Makarov est un bassin océanique entre les dorsales de Lomonossov et de Mendeleïev, dans l’océan Arctique. Il a été nommé d'après Stepan Makarov.